# 美波町国民健康保険由岐病院
美波町国民健康保険由岐病院（みなみちょうこくみんけんこうほけんゆきびょういん）は、徳島県海部郡美波町港町にあった公立病院である。救急告示病院。全国に900以上ある国民健康保険診療施設の一つである。
2016年2月29日付で廃院となり、同年3月1日付で美波町国民健康保険美波病院が開設された。

## 沿革
- 1959年4月 開設。
- 2016年2月 廃院。

## 診療科目
- 内科
- 外科
- 整形外科

## 交通
- JR牟岐線由岐駅より徒歩約5分。